# Руська Свербейка
Руська Свербе́йка (рос. Русская Свербейка, ерз. Русская Свербейка) — присілок у складі Лямбірського району Мордовії, Росія. Входить до складу Берсеневського сільського поселення.

## Населення
Населення — 208 осіб (2010; 169 у 2002).
Національний склад (станом на 2002 рік):
- росіяни — 78 %